# Tanacetum kittaryanum
Tanacetum kittaryanum là một loài thực vật có hoa trong họ Cúc. Loài này được (C.A.Mey.) Tzvelev miêu tả khoa học đầu tiên năm 1961.